# María La Mica
María La Mica (nacida Ana María Vargas) fue una cantaora española nacida en Sanlúcar de Barrameda (Cádiz) en el siglo xix. Citada por “Demófilo” en su Colección de cantes flamencos (1881). Destacó en la primera mitad del xix en los cantes por seguiriya y soleares, y por haber sido al parecer la creadora del ‘cante por caracoles’.
Su nombre ha quedado recogido en una copla popular que según unos habla de ella y para otros de sus primas “Las Mirris” (bailaoras), y que, en su caso, dice: 

De Sanlúcar ar Parmá
hay un corrí,
lo ha jecho María la Mica
de di y vení.

 (De Sanlúcar al Puerto hay un carril, que lo ha hecho María La Mica, de ir y venir)}}.